# Ranunculus hydrocharoides
Ranunculus hydrocharoides Duch. – gatunek rośliny z rodziny jaskrowatych (Ranunculaceae Juss.). Występuje naturalnie w Stanach Zjednoczonych (w stanach Kalifornia, Arizona i Nowy Meksyk), Meksyku oraz Gwatemali. 

## Morfologia
PokrójBylina.
LiścieSą trójdzielne. Mają owalny kształt. Mierzą 1–3 cm długości oraz 1–2 cm szerokości. Nasada liścia ma sercowaty kształt. Brzegi są całobrzegie lub ząbkowane. Wierzchołek jest zaokrąglony lub tępy.
KwiatyMają 5 eliptycznych działek kielicha, które dorastają do 1–3 mm długości. Mają 5 lub 6 owalnych i żółtych płatków o długości 3–5 mm.
OwoceNagie niełupki o długości 1–2 mm. Tworzą owoc zbiorowy – wieloniełupkę o półkuliste lub kulistym kształcie i dorastającą do 3–4 mm długości.

## Biologia i ekologia
Rośnie na łąkach, brzegach rzek i w rowach. Występuje na wysokości od 2000 do 2900 m n.p.m. Kwitnie od czerwca do lipca. 

## Zmienność
W obrębie tego gatunku wyróżniono jedną odmianę:
- Ranunculus hydrocharoides var. natans (Nees ex G. Don) L.D. Benson ex Standl. & Steyerm.